# Aragara magnicornis
Aragara magnicornis är en tvåvingeart som först beskrevs av Wulp 1881.  Aragara magnicornis ingår i släktet Aragara och familjen fritflugor. Inga underarter finns listade i Catalogue of Life.